# Солунски културен център на Националната банка на Гърция
Солунският културен център на Националната банка на Гърция (на гръцки: Πολιτιστικό Κέντρο Θεσσαλονίκης του Μορφωτικού Ιδρύματος Εθνικής Τραπέζης) е музей в град Солун, Гърция. Музеят е на Културната фондация на Националната банка на Гърция.
Центърът е създаден през 1989 г. във възстановената Вила Ахмет Капанджи, построена през 1898 година. Елевтериос Венизелос използва историческата сграда, когато е в Солун през 1916-17 г., а по-късно е гимназия. Центърът излага колекцията на съвременно гръцко изкуство, собственост на Културната фондация на Националната банка на Гърция.
Културният център е отдел на Националната банка, създадена през 1989 г. с цел да допринася за интелектуалния живот на Северна Гърция. Прави изложби, приема лекции, прави предавания, филми и осъществява връзки с други културни институции в Солун.
Той също така прави експозиция за историята на Солун, Света гора и Северна Гърция като цяло, подкрепена от научни доклади, публикации, както и експериментални уроци по пейзажна живопис за училищата.
Центърът прави чести изложби на визуално изкуство, приложно изкуство и архитектура.